# Taikō kenchi
Le taikō kenchi (太閤検地) est une opération de cadastrage menée au Japon de 1582 à 1598 sous Toyotomi Hideyoshi. Il met un terme au régime des shōen qui prévalait.